# عربی لبنانی
عربی لبنانی یکی از انواع گویش‌های عربی شامی با وام‌واژه‌های بسیار از زبان‌های خاورمیانه‌ای و اروپایی است. این گویش در اصل در محدوده کشور لبنان تکلم می‌شود. اهالی لبنان همچنین به شکل مخلوط فرانسوی و انگلیسی صحبت می‌کنند و این آمیختگی را به زبانشان نیز می‌کشانند.
عربی لبنانی یکی از گویش‌های عربی شامی شمالی است که در ابتدا در قرن هفتم میلادی در شام رایج شدند. این گویش دارای بستری از زبان آرامی است و بعدها ترکی عثمانی، فرانسوی و انگلیسی نیز بر آن اثر گذاشتند. لبنانی به عنوان گونه‌ای از عربی شامی بسیار به عربی سوری و تا حد کمتری به عربی اردنی و فلسطینی نزدیک است.

## واج‌شناسی

### همخوان‌ها
همخوان‌های عربی لبنانی عبارتند از:
|            |            | لبی | لثوی | لثوی | کامی | نرم‌کامی/ زبانکی | گلویی | چاکنایی |
| صاف        | برجسته     | لبی |      |      | کامی | نرم‌کامی/ زبانکی | گلویی | چاکنایی |
| ---------- | ---------- | --- | ---- | ---- | ---- | --------------- | ----- | ------- |
| خیشومی     | خیشومی     | m   | n    |      |      |                 |       |         |
| انسدادی    | بی‌صدا      | (p) | t    | tˤ   | (t͡ʃ) | k               |       | ʔ       |
| انسدادی    | صدادار     | b   | d    | dˤ   |      | (ɡ)             |       |         |
| سایشی      | بی‌صدا      | f   | s    | sˤ   | ʃ    | x               | ħ     | h       |
| سایشی      | صدادار     | (v) | z    | zˤ   | ʒ    | ɣ               | ʕ     |         |
| زنشی/لرزشی | زنشی/لرزشی |     | r    |      |      |                 |       |         |
| ناسوده     | ناسوده     |     | l    |      | j    | w               |       |         |

### واکه‌ها
واکه‌های عربی لبنانی عبارتند از:
| عربی لبنانی | عربی معیار | جنوبی      | مرکزی      | شمالی      |
| ----------- | ---------- | ---------- | ---------- | ---------- |
| /ʌ/         | [a]        | [ɑ] یا [ʌ] | [ɑ] یا [ʌ] | [ɔ] یا [e] |
| /ɪ/         | [i] یا [u] | [e]        | [e]        | [e] یا [o] |
| /ʊ/         | [u]        | [o] یا [ʊ] | [o]        | [o]        |
| /e/         | [a]        | [e]        | [e]        | [e]        |
| /e:/        | [a:]       | [e:]       | [e:]       | [e:]       |
| /ɔ:/        | [a:]       | [ɑ:]       | [ɑ:]       | [o:]       |
| /e:/        | [a:]       | [e]        | [e]        | [e]        |
| /i:/        | [i:]       | [i:]       | [i:]       | [i:]       |
| /e:/        | [i]        | [e]        | [e]        | [e]        |
| /u:/        | [u:]       | [u:]       | [u:]       | [u:]       |
| /eɪ~e:/     | [aj]       | [e:]       | [e:]       | [e:]       |
| /oʊ~o:/     | [aw]       | [o:]       | [o:]       | [o:]       |

## گونه‌های منطقه‌ای
اگرچه یک لهجه نوین عربی لبنانی توسط همه مردم لبنان درک می‌شود، تفاوت‌های منطقه‌ای در این گویش در تلفظ، دستور زبان و واژگان وجود دارد. گونه‌های منطقه‌ای پرکاربرد شامل:
- گونه‌های بیروتی
- گونه‌های شمالی
- گونه‌های جنوبی
- گونه‌های بقاعی
- گونه‌های کوهستانی

## سامانه نوشتاری
عربی لبنانی به ندرت نوشته می‌شود و از متون نوشتاری آن صرفاً در رمان‌ها، ترانه‌ها، تئاتر، تلویزیون و رادیو محلی استفاده می‌شود. عربی نوین معیار، فرانسوی و انگلیسی برای اهداف رسمی در لبنان کاربرد دارند. لاتین‌نویسی عربی لبنانی در موارد غیررسمی بسیار رایج است هرچند هیچ استاندارد عمومی برای شیوهٔ نوشتن آن وجود ندارد.